# Религија у Словачкој
Хришћанство је доминантна религија у Словачкој. Већина Словака (62%) припада Римокатоличкој цркви, уз 4% (византијских) гркокатолика, те заједно чине 66% заједнице. Чланови протестантске конгрегације чине 9% становника. Заједнице других цркава, укључујући и нерегистроване, чине 1,1% популације. Православни хришћани се углавном могу наћи у Рутенским (русинским) областима. Римокатоличка црква дели државу на осам бискупија, уз две надбискупије у две различите области. Словачка гркокатоличка црква је Метрополитанска sui iuris црква са три епархије на територији Словачке и једном у Канади. Процењује се да најмање једна трећина верника редовно одлази на службу. Верска ситуација је изразито другачија од суседне Чешке републике која се истиче по атеистичкој или нерелигиозној већини. 
Остале религије које се упражњавају у Словачкој укључују ислам, јудаизам и хиндуизам. На територији Словачке може се наћи 18 регистрованих цркава и религија. Током 2010. године забележено је 0,2% муслимана у држави. Док је пре Другог светског рата у Словачкој живело око 90.000 Јевреја, данас је остало само око 2.300 чланова јеврејске заједнице.

## Статистика
| Деноминација                                       | Чланови   | %     |
| -------------------------------------------------- | --------- | ----- |
| Римокатоличка црква у Словачкој                    | 3.347.277 | 62,0% |
|                                                    |           |       |
| Евангелистичка Аугсбуршка вероисповест у Словачкој | 372.858   | 5,9%  |
|                                                    |           |       |
| Словачка гркокатоличка црква                       | 206.871   | 3,8%  |
|                                                    |           |       |
| Реформаторска хришћанска црква                     | 98.797    | 1,8%  |
|                                                    |           |       |
| Чешка и словачка православна црква                 | 49.133    | 0,9%  |
|                                                    |           |       |
| Јеховини сведоци                                   | 17.222    | 0,3%  |
|                                                    |           |       |
| Евангелистичка методистичка црква                  | 10.328    | 0,2%  |
|                                                    |           |       |
| Неизјашњено                                        | 571.437   | 10,6% |
|                                                    |           |       |
| Атеисти                                            | 725.362   | 13,4% |
|                                                    |           |       |
| Source: Slovakia census 2011                       |           |       |